# White Rock (Dakota del Sud)
White Rock és una població dels Estats Units a l'estat de Dakota del Sud. Segons el cens del 2000 tenia 18 habitants.

## Demografia
Segons el cens del 2000, White Rock tenia 18 habitants, 2 habitatges, i 0 famílies. La densitat de població era de 4,4 habitants per km².
Per edats la població es repartia de la següent manera: un 0% tenia menys de 18 anys, un 0% entre 18 i 24, un 5,6% entre 25 i 44, un 5,6% de 45 a 60 i un 88,9% 65 anys o més.
L'edat mediana era de 90 anys. Per cada 100 dones de 18 o més anys hi havia 38,5 homes.
La renda mediana per habitatge era de 3.750 $ i la renda mediana per família de 0 $. Els homes tenien una renda mediana de 0 $ mentre que les dones 0 $. La renda per capita de la població era de 22.883 $. Cap de les famílies i el 100% de la població estaven per davall del llindar de pobresa.

## Poblacions més properes
El següent diagrama mostra les poblacions més properes.